# Carlo Fecia di Cossato
Carlo Fecia di Cossato (Roma, 25 de setembro de 1908 – Nápoles, 27 de agosto de 1944) foi um oficial da Regia Marina (Marinha Real Italiana), no comando de submarinos e torpedeiros durante a Segunda Guerra Mundial. Ele foi creditado com o naufrágio confirmado de 23 navios inimigos (16 navios aliados antes do Armistício de Cassibile, com o submarino Enrico Tazzoli, e 7 navios alemães após o armistício, com o torpedeiro Aliseo). Ele também foi condecorado com a Cruz de Cavaleiro da Cruz de Ferro e a Medalha de Ouro de Valor Militar, a mais alta condecoração das Forças Armadas Italianas.
Fecia di Cossato nasceu em Roma, Reino de Itália, em 25 de setembro de 1908. Graduou-se na Academia Naval de Livorno em 1928 e assumiu suas funções como oficial do Destacamento Naval Italiano na China. No início da década de 1930, foi oficial em dois submarinos e seu serviço incluiu a participação na Guerra Civil Espanhola.
No início da Segunda Guerra Mundial, Fecia di Cossato era o comandante do submarino Ciro Menotti localizado em Messina; depois de alguns meses ele foi transferido para Bordéus e recebeu o comando do submarino Tazzoli. Este submarino operou no Oceano Atlântico, afundando 18 navios com uma tonelagem total de 96.553 toneladas; 16 desses navios, para uma tonelagem total de 86.545 GRT, foram afundados sob o comando de Fecia di Cossato. Em fevereiro de 1943, ao final da missão perto do Brasil, foi transferido para a Itália, onde recebeu o comando de uma esquadra de torpedeiros.
Após o Armistício dos Aliados com a Itália, lutou com bravura contra os navios alemães perto de Bastia, afundando sete navios inimigos. Fecia di Cossato ficou descontente com os acontecimentos do final de 1943 e início de 1944, e cometeu suicídio em Nápoles em 27 de agosto de 1944.

## Início da vida e carreira
Fecia di Cossato nasceu em Roma em 1908 de uma família da nobreza piemontesa. Em sua juventude, frequentou o Real Colégio Militar de Moncalieri e depois a Academia Naval Italiana em Livorno, onde se formou em 1928 como alferes. Imediatamente após a formatura, ele foi designado para o submarine Bausan.
Em 1929, após a promoção a Subtenente, Fecia di Cossato  foi designado para o Destacamento Naval Italiano em Pequim e enviado para a China no cruzador de reconhecimento Libia. Ele retornou à Itália em 1933, foi promovido a Tenente e foi designado para o cruzador leve Bari, estacionado em Maçuá durante a Segunda Guerra Ítalo-Etíope. Ele então participou de duas missões especiais em submarinos durante a Guerra Civil Espanhola.
Em 1939, Fecia di Cossato frequentou a Escola de Submarinos da Marinha Italiana em Pola, após o que foi promovido a Tenente comandante e recebeu o comando de um submarino.

## Com a eclosão da Segunda Guerra Mundial
Quando a Itália entrou na Segunda Guerra Mundial, Fecia di Cossato era o comandante do submarino Ciro Menotti, localizado em Messina como parte do 33.º Esquadrão de Submarinos. Nesta função participou em várias missões no Mar Mediterrâneo. No outono de 1940 foi transferido para a base submarina BETASOM, na França ocupada, onde iniciou sua participação na Batalha do Atlântico como oficial executivo do submarino Enrico Tazzoli, cujo comandante era o Tenente comandante Vittore Raccanelli.

## No comando doEnrico Tazzoli
Em 5 de abril de 1941, Fecia di Cossato recebeu o comando do Tazzoli, com o Tenente Gianfranco Gazzana-Priaroggia como oficial executivo. Fecia di Cossato e Gazzana Priaroggia (que mais tarde recebeu o comando dos submarinos Archimede e Leonardo da Vinci) se tornariam os submarinistas mais bem-sucedidos da Itália na Segunda Guerra Mundial.

### Naufrágios iniciais
Em 7 de abril de 1941, Tazzoli deixou Bordéus para sua primeira missão sob o comando de Fecia di Cossato. Depois de chegar a uma área de patrulha ao largo da costa da África Ocidental, em 12 de abril o submarino atacou dois cruzadores britânicos com torpedos, mas nenhum acerto foi obtido. Em 15 de abril, Tazzoli afundou o navio britânico Aurillac (4.733 GRT) com torpedos e tiros. Em 7 de maio, Tazzoli afundou o navio norueguês Fernlane (4.310 GRT) e dois dias depois o navio-tanque norueguês Alfred Olsen (8.817 GRT). Este último exigiu dois dias de perseguição, todos os torpedos restantes e cem rodadas de artilharia, forçando Tazzoli a retornar à base depois de afundá-lo. No caminho de volta, Tazzoli foi atacado por um avião inimigo, mas a reação de suas metralhadoras danificou o avião e o forçou a voar para longe.
Em 25 de maio, Tazzoli chegou a Bordéus, onde Fecia di Cossato recebeu a Medalha de Prata de Valor Militar. Em 15 de julho de 1941, Fecia di Cossato partiu para uma nova missão durante a qual, em 12 de agosto, destruiu os destroços do navio a vapor britânico Sangara (5.449 GRT, já danificado por um ataque anterior do submarino alemão U-69) e em 19 de agosto ele afundou o petroleiro norueguês Sildra (7.313 GRT) a cerca de cinquenta milhas de Freetown. Ele retornou à base em 11 de setembro e foi premiado com uma Medalha de Bronze de Valor Militar e uma Cruz de Ferro de 2.ª classe.

### Resgate dos sobreviventes deAtlantisePython
Em dezembro de 1941, Tazzoli deixou Bordéus para participar do resgate de 400 sobreviventes do invasor comercial alemão Atlantis e do navio de suprimentos alemão Python, que havia sido afundado nas ilhas de Cabo Verde. Os submarinos alemães haviam resgatado os sobreviventes do mar, mas não tinham espaço suficiente para acomodá-los adequadamente, portanto, o comando alemão solicitou a intervenção dos submarinos italianos maiores. Tazzoli e três outros submarinos Betasom (Torelli, Calvi e Finzi) partiu de Bordéus depois de desembarcar o pessoal não essencial e carregar suprimentos substanciais de alimentos e água. No encontro com os submarinos alemães, Tazzoli levou a bordo cerca de 70 sobreviventes, incluindo o oficial executivo da Atlantis, Ulrich Mohr.
Na véspera de Natal, Tazzoli navegando na superfície, foi atacado por um avião inimigo e forçado a mergulhar. No dia seguinte, o submarino chegou a Saint-Nazaire, onde desembarcaram os sobreviventes. Por sua parte no resgate dos sobreviventes dos dois navios alemães, o Grande almirante Karl Dönitz concedeu a Fecia di Cossato a Cruz de Ferro de 1.ª classe.

### Em águas norte-americanas
Em 11 de fevereiro de 1942, após a entrada dos Estados Unidos na guerra, Tazzoli sob Fecia di Cossato  partiu para uma nova missão, nas costas da América. Em 6 de março o submarino afundou o vapor neerlandês Astrea (1.406 GRT), e no dia seguinte o motor norueguês Torsbergfjord (3.156 GRT). Em 9 de março Tazzoli afundou o navio uruguaio Montevideo (5.785 GRT), em 11 de março o navio Cygnet com bandeira do Panamá (3.628 GRT), em 13 de março o navio britânico Daytonian (6.434 GRT) e dois dias depois o navio-tanque britânico Athelqueen (8.780 GRT). Na luta contra este último, Tazzoli sofreu alguns danos, após o que Di Cossato decidiu retornar à base, onde chegou em 31 de março. Após esta missão Fecia di Cossato foi premiado com outra Medalha de Prata de Valor Militar pelas autoridades italianas e uma Cruz de Ferro de 2.ª classe com Espadas pelas autoridades alemãs.
Em 18 de junho de 1942, Di Cossato partiu com o Tazzoli para uma nova missão no Caribe. Em 2 de agosto, ele atacou e afundou o comerciante grego Castor (1.830 GRT) e quatro dias depois afundou o petroleiro norueguês Havsten (6.161 GRT), permitindo que sua tripulação abandonasse o navio e fosse resgatada por um navio argentino próximo, antes de afundá-lo. Em 5 de setembro, Tazzoli retornou à base; para esta missão Fecia di Cossato recebeu uma Medalha de Bronze de Valor Militar.
Em 14 de novembro de 1942, Fecia Di Cossato partiu para sua última missão com o Tazzoli. Em 12 de dezembro o submarino afundou o navio a vapor britânico Empire Hawk (5.032 GRT) e o comerciante neerlandês Ombilin (5.658 GRT); em 21 de dezembro, o vapor britânico Queen City (4.814 GRT) tornou-se a próxima vítima de Tazzoli, seguido no Natal pelo navio americano Dona Aurora (5.011 GRT). Durante a viagem de regresso, o submarino foi atacado por um avião quadrimotor britânico, que foi abatido pelas metralhadoras do Tazzoli. Em 2 de fevereiro de 1943, Tazzoli encerrou sua patrulha em Bordéus. Em 19 de março de 1943, Fecia di Cossato foi condecorado com a Cruz de Cavaleiro da Cruz de Ferro pelas autoridades alemãs, por seus sucessos no Atlântico.

### Navios afundados
| Patrulha | Data                   | Navio         | Bandeira       | Tonelagem (GRT) | Notas                                         |
| -------- | ---------------------- | ------------- | -------------- | --------------- | --------------------------------------------- |
| 5.ª      | 15 de abril de 1941    | Aurillac      | Reino Unido    | 4.248           | Cargueiro, 1 morto                            |
| 5.ª      | 7 de maio de 1941      | Fernlane      | Noruega        | 4.310           | Cargueiro com carga de munição, sem vítimas   |
| 5.ª      | 10 de maio de 1941     | Alfred Olsen  | Noruega        | 8.817           | Petroleiro, sem vítimas                       |
| 6.ª      | 19 de agosto de 1941   | Sildra        | Noruega        | 7.313           | Petroleiro, sem vítimas                       |
| 8.ª      | 6 de março de 1942     | Astrea        | Países Baixos  | 1.406           | Cargueiro                                     |
| 8.ª      | 6 de março de 1942     | Tonsbergfjord | Noruega        | 3.156           | Cargueiro; 1 morto                            |
| 8.ª      | 8 de março de 1942     | Montevideo    | Uruguai        | 5.785           | Cargueiro; 14 mortos                          |
| 8.ª      | 10 de março de 1942    | Cygnet        | Grécia         | 3.628           | Cargueiro; sem vítimas                        |
| 8.ª      | 13 de março de 1942    | Daytonian     | Reino Unido    | 6.434           | Cargueiro; 1 morto                            |
| 8.ª      | 15 de março de 1942    | Athelqueen    | Reino Unido    | 8.780           | Petroleiro; 3 mortos                          |
| 9.ª      | 2 de agosto de 1942    | Kastor        | Grécia         | 5.497           | Cargueiro; 4 mortos                           |
| 9.ª      | 6 de agosto de 1942    | Havsten       | Noruega        | 6.161           | Petroleiro; 2 mortos                          |
| 10.ª     | 12 de dezembro de 1942 | Empire Hawk   | Reino Unido    | 5.032           | Cargueiro                                     |
| 10.ª     | 12 de dezembro de 1942 | Ombillin      | Países Baixos  | 5.658           | Cargueiro                                     |
| 10.ª     | 21 de dezembro de 1942 | Queen City    | Reino Unido    | 4.814           | Cargueiro, 6 mortos                           |
| 10.ª     | 25 de dezembro de 1942 | Doña Aurora   | Estados Unidos | 5.011           | Cargueiro, 7 mortos, 2 prisioneiros de guerra |
| Total    | Total                  | Total         | Total          | 86.050          |                                               |

## No comando doAliseo
Em fevereiro de 1943 Fecia di Cossato deixou o comando do Tazzoli, foi promovido a Comandante e, em seguida, recebeu o comando do novo torpedeiro da classe Ciclone, o Aliseo do 3.º Esquadrão de Barcos Torpedeiros.  Ele assumiu o comando do Aliseo em 17 de abril de 1943. Em maio de 1943, Di Cossato soube que o Tazzoli, tendo sido convertido em submarino de transporte, desapareceu com todas as mãos depois de navegar em direção ao Extremo Oriente; a perda de sua antiga tripulação o afetou profundamente.
Em 22 de julho de 1943 o Aliseo deixou Pozzuoli junto com o torpedeiro alemão TA11 e dois caçadores submarinos, escoltando os vapores Adernò e Colleville em direção a Civitavecchia. Na manhã de 23 de julho, o comboio foi atacado por aeronaves Aliadas; um dos aviões de ataque foi abatido, enquanto um dos aviões de escolta do Eixo foi danificado e forçado a pousar na água. Aliseo foi metralhado e sofreu pequenos danos em seu convés e leme. Fecia di Cossato ordenou que o comboio continuasse, então Aliseo rebocou o avião abandonado e o rebocou em direção à costa, enquanto o dano no leme era reparado; Aliseo voltou ao comboio às 17h30. Por volta das 19h30, o comboio foi atacado pelo submarino HMS Torbay, que torpedeou o Adernò, afundando-o. Aliseo lançou uma lancha para pegar os sobreviventes, depois caçou o submarino atacante por várias horas, mas sem resultado.
Após outras missões de escolta no Mar Tirreno, Fecia di Cossato recebeu outra Medalha de Bronze de Valor Militar pelas autoridades italianas e uma Cruz de Mérito de Guerra pelas autoridades alemãs.

### O Armistício e a Batalha de Bastia

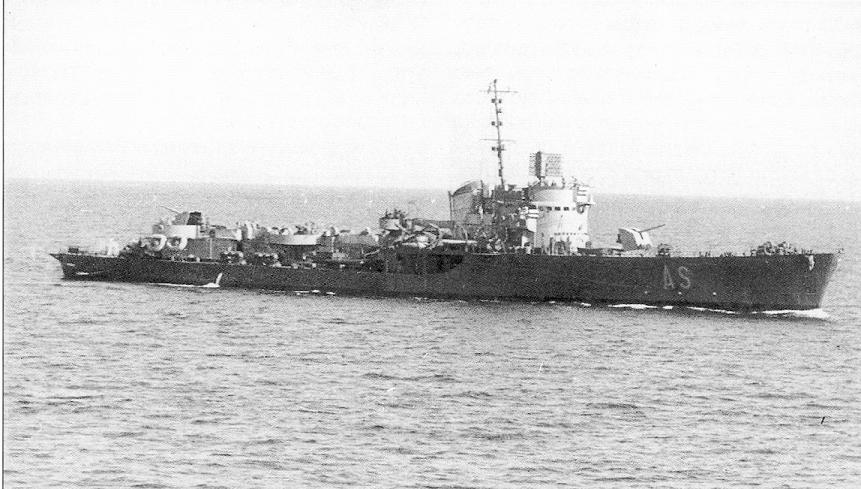
O torpedeiro Aliseo

Quando o armistício entre a Itália e as forças Aliadas foi anunciado, na noite de 8 de setembro de 1943, Aliseo estava atracado no porto de Bastia, na Córsega ocupada pelos italianos. O porto estava lotado de vários navios, tanto italianos quanto alemães; além do Aliseo, estes incluíam seu navio irmão Ardito, os navios mercantes italianos Sassari e Humanitas, e uma pequena flotilha alemã que incluía os caçadores submarinos UJ 2203 (ex-navio de pesquisa francês Austral) e o UJ 2219 (ex-iate belga Insuma) e cinco Marinefährprahme (F 366, F 387, F 459, F 612 e F 623).
Os comandantes italianos e alemães locais logo chegaram a um "acordo de cavalheiros", segundo o qual as forças alemãs teriam permissão para recuar com segurança para a Itália continental. Enquanto isso, porém, as forças alemãs se preparavam secretamente para lançar um ataque surpresa aos navios italianos atracados no porto, planejando capturá-los. O ataque começou às 23h45 do dia 8 de setembro, quando dois grupos de soldados alemães, depois de ouvirem um apito (sinal de ataque), atacaram Ardito; o torpedeiro foi fortemente danificado (70 de seus 180 tripulantes foram mortos) e capturado, e os navios mercantes Sassari e Humanitas também caíram nas mãos dos alemães. Aliseo tinha acabado de sair do porto quando o ataque alemão começou.
Pouco depois do amanhecer de 9 de setembro, um grupo de combate do 10.º Grupo Bersaglieri (10° Raggruppamento Celere Bersaglieri) encenou um contra- ataque que levou à recaptura do porto, bem como de Ardito, Sassari e Humanitas; a flotilha alemã foi condenada a deixar o porto, mas os navios foram imediatamente alvejados pelas baterias costeiras italianas, que danificaram o UJ 2203 e alguns dos MFPs.
O Aliseo, sob o comando de Fecia di Cossato, foi então ordenado pelo comandante do porto para atacar e destruir as unidades alemãs. Pouco depois das 7:00 a flotilha, procedendo em uma coluna liderada por UJ 2203, abriu fogo contra o Aliseo, que retornou fogo às 7:06, a uma distância de 8.300 metros; às 7h30, o Aliseo foi atingido por um projétil de 88 mm na sala de máquinas e deixado temporariamente morto na água, mas o dano foi rapidamente reparado e o torpedeiro se aproximou e enfrentou seus adversários em sucessão, destruindo-os um após o outro. Às 8:20, o UJ 2203, após sofrer vários golpes, explodiu; dez minutos depois o UJ 2219 também foi destruído quando suas revistas explodiram. Entre 8h30 e 8h35 o Aliseo também afundou o F 366, F 459 e o F 623; a corveta Cormorano interveio durante a fase final da batalha e, juntamente com o Aliseo, forçou o F 387 e o F 612 encalharem, após o que foram abandonados e destruídos.
Aliseo recolheu 25 sobreviventes alemães e seguiu para Portoferraio, conforme ordenado, juntamente com o Ardito danificado. A Ilha de Elba tornou-se o ponto de coleta de torpedeiros italianos, corvetas e navios menores que escapavam de portos na costa norte do Tirreno; Aliseo e Ardito chegaram a Portoferrario às 17h58 do dia 9 de setembro. Na manhã de 11 de setembro, Aliseo deixou Portoferraio junto com outros seis torpedeiros (incluindo navios irmãos Animoso, Ardimentoso, Indomito e Fortunale) e algumas corvetas e embarcações menores, com destino a Palermo, controlada pelos Aliados, onde o grupo chegou às 10:00 do dia 12 de setembro.
Os navios permaneceram nas estradas até 18 de setembro, quando entraram no porto para receber água e mantimentos; em 20 de setembro saíram de Palermo e chegaram a Malta, onde Aliseo entregou parte da comida que havia sido entregue aos navios de guerra italianos que ali haviam chegado nos dias anteriores. Em 5 de outubro de 1943, Aliseo deixou Malta e retornou à Itália.
Tanto por suas realizações na Batalha do Atlântico quanto por sua ação vitoriosa ao largo de Bastia, Fecia di Cossato recebeu uma Medalha de Ouro de Valor Militar.

### Co-beligerância, insubordinação e morte
Baseado em Taranto, o Aliseo realizou inúmeras missões de escolta durante a co-beligerância entre a Itália e os Aliados, sempre sob o comando de Di Cossato. Em junho de 1944, o novo governo presidido por Ivanoe Bonomi recusou-se a jurar lealdade ao rei; em 22 de junho, Fecia di Cossato, um monarquista convicto, recusou-se por sua vez a jurar lealdade ao novo governo, que considerava ilegítimo. No mesmo dia, Fecia di Cossato foi exonerado do comando, acusado de insubordinação e preso. Sua enorme popularidade, no entanto, levou à agitação imediata entre as tripulações de seus e outros navios, que se recusaram a irem ao mar e exigiram que ele fosse libertado e reintegrado em seu cargo. Pouco tempo depois, Fecia di Cossato foi libertado da prisão, mas recebeu uma licença obrigatória de três meses.
Com o armistício e os acontecimentos seguintes, Fecia di Cossato viu os ideais que o guiaram ao longo de sua vida – a pátria , a monarquia, a Marinha Real – desmoronam ao seu redor. Ele percebeu os eventos de 8 de setembro de 1943 como uma "rendição vergonhosa" para a Marinha Real Italiana, que, segundo ele, não produziu efeitos positivos para a Itália; o país estava agora dividido e ocupado por exércitos estrangeiros adversários, e o armistício e a mudança de lado se tornariam uma mancha na honra e reputação da Itália por muito tempo ("Fomos traídos indignamente e descobrimos ter cometido um ato ignominioso sem qualquer resultado"). Di Cossato sentiu que sua honra pessoal foi manchada pela rendição; além disso, ele estava preocupado com os rumores de que, apesar de sua participação na co-beligerância contra os alemães, os navios sobreviventes da Marinha Italiana ainda seriam entregues aos Aliados no final da guerra. Tazzoli; na carta que escreveu antes de cometer suicídio, ele também escreveu: "Durante meses, tudo o que fiz foi pensar em minha tripulação, que descansa honrosamente no fundo do mar. Acho que meu lugar é com eles". Como sua família vivia no norte da Itália ocupado pelos alemães, fora de seu alcance, ele teve que morar na casa de um amigo em Nápoles. Em 21 de agosto de 1944, quando sua licença obrigatória estava chegando ao fim, Fecia di Cossato escreveu uma última carta à sua mãe, onde explicou as razões de seu gesto extremo; em 27 de agosto de 1944, ele cometeu suicídio com um tiro na casa de seu amigo em Nápoles. Está sepultado em Bolonha.

## Agradecimentos
Em 1977 a Marinha Italiana deu o nome deste comandante a um submarino, cujas iniciais eram S-519; o submarino, pertencente à "primeira série" da classe Sauro, realizou o último arriamento da bandeira em 31 de março de 2005 em La Spezia.

## Condecorações
- Ordem da Coroa da Itália
  - Cavaleiro
- Ordem Colonial da Estrela de Itália
  - Cavaleiro
- Cruz de Ferro (1939)
  - 2ª classe (30 de junho de 1941)[3]
  - 1ª classe (dezembro de 1941)[3]
- Cruz de 2ª classe com Espada da Ordem de Mérito da Águia Alemã (9 de maio de 1942)[29]
- Cruz de Cavaleiro da Cruz de Ferro (19 de março de 1943) como Capitano di Fregata e comandante do Enrico Tazzoli[3]
- Medalha de Valor Militar
  - em Bronze (2 vezes)
  - em Prata (2 vezes)
  - em Ouro[30]
- Cruz de Mérito de Guerra (23 de julho de 1943)
- Medalha Comemorativa da Guerra de 1940–43
- Medalha Comemorativa das Operações Militares na África Oriental
- Medalha Comemorativa da Expedição à Albânia